# Rakowo Piskie
Rakowo Piskie (niem. Adlig Rakowen, 1938–1945 Raken (Ostpr.)) – wieś w Polsce położona w województwie warmińsko-mazurskim, w powiecie piskim, w gminie Pisz. W latach 1975−1998 miejscowość administracyjnie należała do województwa suwalskiego.
W wieku XV i XV wieś była w posiadaniu Rakowskich.